# Lund (gemeente in Skåne)
Lund is een Zweedse gemeente in het landschap Skåne, even ten noordoosten van Malmö. De gemeente behoort tot de provincie Skåne län. De gemeente maakt deel uit van de Sontregio en Groot-Malmö.

## Plaatsen
Lund - Södra Sandby - Dalby - Veberöd - Genarp -Idala -Stångby - Torna Hällestad - Revingeby - Björnstorp - Håstad -Stångby kyrkby - Björnstorps torg - Vomb - Trällekilla - Skatteberga - Flyingeby - Igelösa - Östra Odarslöv - Assartorp - Stora Råby - Vallkärra gård - Silvåkra -

## Partnersteden
De gemeente Lund heeft de volgende partnersteden:
- Viborg, Denemarken
- Hamar, Noorwegen
- Porvoo, Finland
- Dalvík, IJsland
- Nevers, Frankrijk
- León, Nicaragua
- Greifswald, Duitsland
- Zabrze, Polen

## Politiek
De gemeente Lund wordt sinds 2006 bestuurd door de centrumrechtse partijen Moderaterna, Folkpartiet liberalerna, Centerpartiet en de Kristdemokraterna. Tussen 2002 en 2006 werd de gemeente bestuurd door de linkse partijen socialdemokraterna, vänsterpartiet en miljöpartiet. Wat opvalt in de gemeente Lund als het met andere gemeenten in Zweden wordt vergeleken is de bovengemiddeld grote steun die de Miljöpartiet en de Folkpartiet Liberalerna in de plaats hebben, dit komt waarschijnlijk door het hoge aantal hoogopgeleiden (o.a. door de universiteit van Lund) in de gemeente, de aanhang van deze partijen is namelijk gemiddeld hoger opgeleid, dan de aanhang van verschillende andere partijen.De socialdemokraterna hebben in de gemeente Lund juist een (stuk) lagere aanhang dan gemiddeld in Zweden.
In de tabel hieronder staat de uitslag van de gemeenteraadsverkiezingen, die tussen 1994 en 2006 in de gemeente zijn gehouden:
| Verkiezing | v        | s          | mp       | c        | fp         | kd       | m          | sd       | kps      | demv     | overig   |
| ---------- | -------- | ---------- | -------- | -------- | ---------- | -------- | ---------- | -------- | -------- | -------- | -------- |
| 2006       | 4 (6,4%) | 18 (26,8%) | 6 (9,4%) | 5 (6,6%) | 10 (15,5%) | 2 (3,4%) | 17 (26,1%) | 2 (3,1%) | –        | 1 (1,9%) | 0 (0,9%) |
| 2002       | 7 (9,7%) | 21 (31,7%) | 6 (8,1%) | 3 (4,9%) | 12 (19,4%) | 3 (4,4%) | 13 (18,7%) | 0 (1,5%) | –        | –        | 0 (1,7%) |
| 1998       | 6 (9,7%) | 17 (26,0%) | 6 (7,6%) | 3 (4,6%) | 8 (11,3%)  | 4 (5,7%) | 20 (29,8%) | –        | 1 (2,1%) | –        | 0 (3,3%) |
| 1994       | 7 (7,3%) | 21 (31,8%) | 6 (9,8%) | 3 (6,4%) | 12 (11,6%) | 3 (1,9%) | 13 (28,0%) | –        | –        | –        | 0 (2,7%) |

## Geboren
- Ulf Kristersson (1963), politicus; premier sinds 2022

## Trivia
- Volgens een onderzoek van de krant Svenska Dagbladet is de gemeente Lund de gemeente met de hoogste levenskwaliteit van Zweden.[1]

Ängelholm · Åstorp · Båstad · Bjuv · Bromölla · Burlöv · Eslöv · Hässleholm · Helsingborg · Höganäs · Höör · Hörby · Kävlinge · Klippan · Kristianstad · Landskrona · Lomma · Lund · Malmö · Örkelljunga · Osby · Östra Göinge · Perstorp · Simrishamn · Sjöbo · Skurup · Staffanstorp · Svalöv · Svedala · Tomelilla · Trelleborg · Vellinge · Ystad